# Geografie Slovenska

Geografická mapa Slovenska

Slovensko je vnitrozemský stát ve střední Evropě. Slovenská státní hranice je dlouhá 1 766 km. Na severu má 597 km dlouhou hranici s Polskem, na východě 98 km s Ukrajinou, na jihu 679 km s Maďarskem, na západě 127 km s Rakouskem a 265 km s Českem. Se svou rozlohou 49 036 km² je 1,6× menší než Česká republika. Zabírá 1,1 % rozlohy Evropské unie, jejíž je 20. největší zemí.
Nejvyšší horou na Slovensku je Gerlachovský štít ve Vysokých Tatrách s výškou 2 655 m n. m. Nejnižší bod je na hranicích s Maďarskem, kde řeka Bodrog opouští území ve výšce 94 m n. m.
Slovensko jako země spojuje několik geografických typů. Na jihu nížinná krajina přechází v pahorkatinu a vrchovinu, na severním okraji pak až ve velehory s četnými dolinami. Většina území Slovenska je však mírně zvlněná, kopcovitá (například východ země).

## Geologie

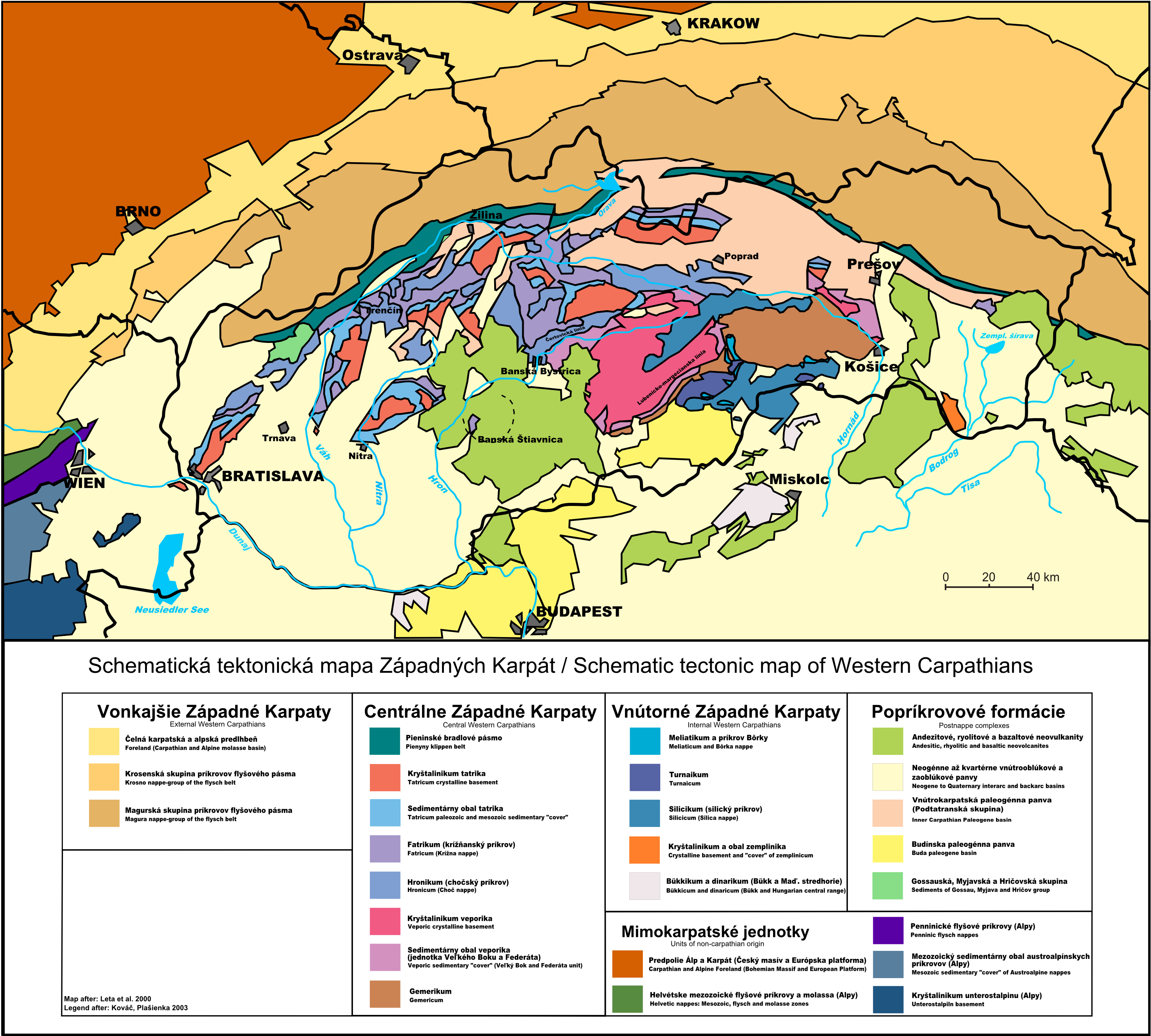
Tektonická mapa

Území Slovenska je jednou z hlavních geologických jednotek Evropy - alpidy, které vznikly mezi střední křídou a miocénou kolizí afrického a středoevropského kontinentu. Alpidy jsou zastoupené na slovenském území Karpatskou soustavou. Z hlediska horninového složení je hlavním znakem převaha sedimentů a z hlediska tektoniky příkrá stavba.
Karpaty jsou relativně mladou geologickou jednotkou, jejíž vývoj probíhal v posledních 100 milionech let alpinským vrásněním a jsou součástí mladých pásmových pohoří v Evropě tzv. alpinského oblouku, zasahujícího od severozápadní Afriky (pohoří Atlas) až do malé Asie. Na území Slovenska jsou zastoupeny převážně Západní Karpaty a část Východních Karpat, které pokračují na území Ukrajiny a Rumunska.
Vývoj Karpatské soustavy byl až do karbonu podobný vývoji Českého masivu. Starohorní a prvohorní sedimenty vzniklé v geosynklinálních mořích byly několikrát zvrásněny a regionálně přeměněné na pararuly a svory. Vrásové procesy byly provázané magmatickou činností. Začátkem druhohor sem začalo pronikat od jihu moře, na které se v druhohorách usazovali mocné souvrství karbonátových hornin - vápenců, dolomitů, atd. Na severním okraji Středních Karpat došlo k výraznému prohlubení moře a vytvořila se tak druhá geosynklinála. Při vrásnění flyšové geosynklinály byly znovu zvrásněné i starší sedimenty na severním okraji Středních Karpat. Vzniklo tak území s velmi složitou tektonickou stavbou tzv. bradlové pásmo.

## Vodstvo

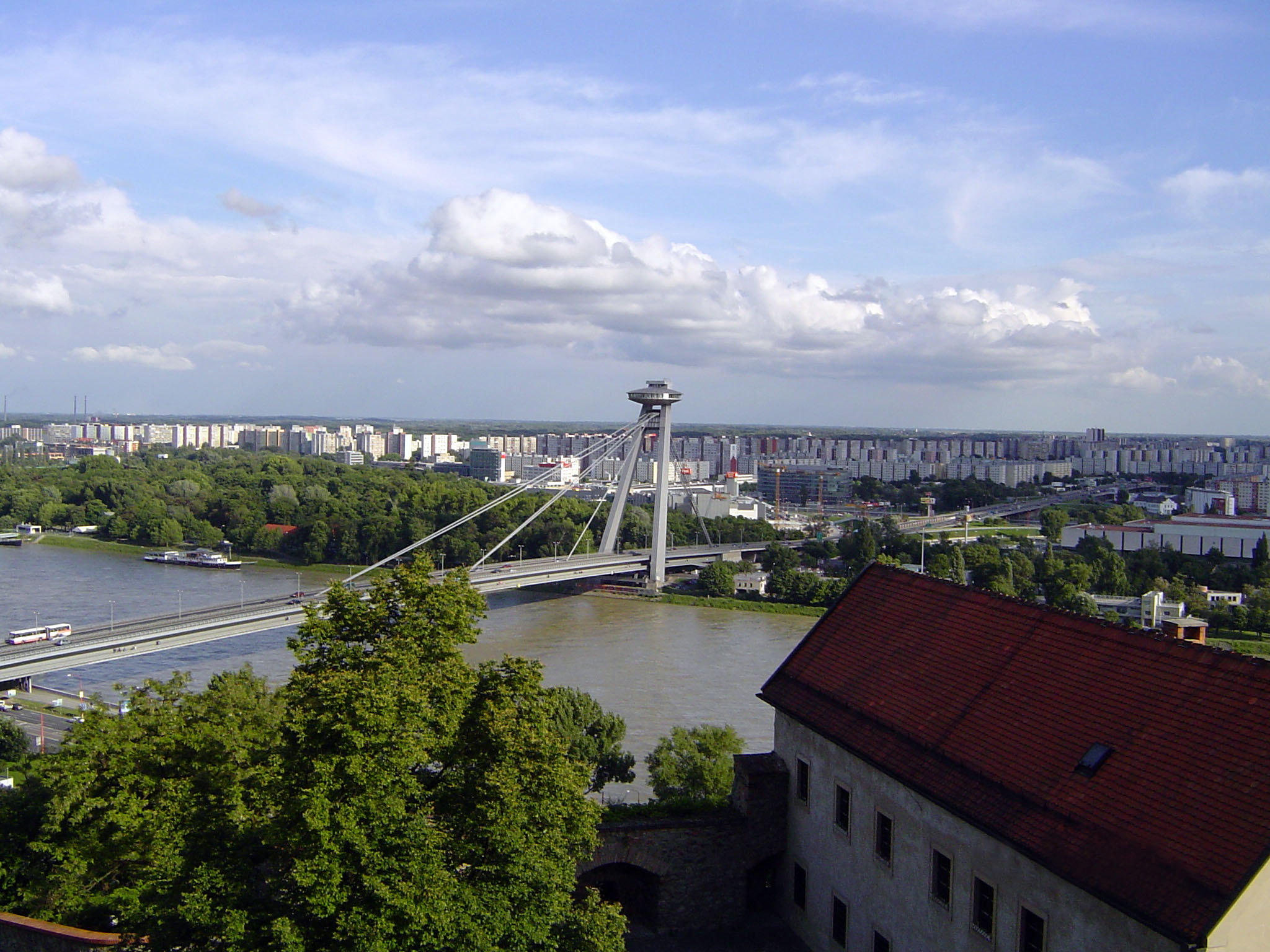
Dunaj v Bratislavě

Řeky na Slovensku většinou pramení a jsou málo vodné. Všechny řeky jsou nejvodnější na jaře, když taje sníh. Jedinou výjimkou je Dunaj, která je nejvodnější v létě, když taje led v Alpách. Vodstvo Slovenska se dělí na úmoří Baltského (4 % území) a Černého moře (96 % území). K úmoří Baltského moře patří povodí řeky Poprad a Dunajec. K úmoří Černého moře patří povodí řek Morava, Dunaj, Tisa. Plesa na Slovensku vznikly ústupem horského ledovce např. Štrbské pleso (morénového původu, plocha 18 ha), Veľké Hincovo pleso (největší slovenské jezero, karové, plocha 20,1 ha), Popradské pleso, anebo Skalnaté pleso.
Nejvíc přehrad je na Váhu. Jsou to např. Liptovská Mara, Drahovce - Sĺňava, Kráľová, Nosice a další. Zvláště diskutovanou nádrží je dunajské Gabčíkovo. Účel přehrad je hydroenergetický, protizáplavový, na zavlažování, rekreaci, anebo k zásobování pitnou vodou.
Nejvíce podzemní vody je na Žitném ostrově.
Podzemní voda se dělí na 3 druhy. Jsou to: 1. krasová voda - nachází se v jeskyních; 2. minerální voda; 3. termální voda - Nejteplejší termální voda na Slovensku je v Piešťanech (69 stupňů);

## Klimatické podmínky
Slovensko se stejně jako Česká republika nachází v mírném pásu s pravidelným střídáním ročních období. Vzhledem k poměrně malé vzdálenosti země od moře, neboť dokonce i nejvýchodnější část Slovenska, Kráľovský Chlmec, leží pouze 680 kilometrů od pobřeží Baltského, Jaderského a Černého moře, klima země výrazně ovlivňují mořské vzdušné hmoty. Na Slovensku se v průběhu roku vyskytují převážně vzdušné hmoty mírného pásu s obecně známými teplotami a dalšími klimatickými aspekty. V zimě lze někdy pozorovat neobvyklé situace, kdy do země občas zabloudí tzv. tropický vzduch přicházející ze subtropické oblasti a přinášející výrazné oteplení (až +10 °C). Zcela opačný případ nastává, když od polárního kruhu zavane arktický vzduch, což vždy znamená výrazné ochlazení a mrazy dosahujícími až -30 °C.
Jedním z výrazných klimatických činitelů působících na území Slovenska jsou tamní fyzicko-geografické poměry. Členitý terén země podstatně ovlivňuje jednotlivé klimatické prvky, a proto na Slovensku existují výrazné rozdíly v teplotě a vlhkosti vzduchu.

### Teploty
Podle regionálního rozložení tepelných průměrů je nejteplejším slovenským územím Podunajská nížina, kde průměrná roční teplota dosahuje 10,4 °C (ve Štúrově). O stupeň nižší (9,4 °C) průměrnou roční teplotu pak vykazuje Východoslovenská nížina, a to díky delším zimám.
Nejchladnějším místem je Lomnický štít s průměrnou roční teplotou – 3,7 °C. Všeobecně polohy nad 2 000 m n. m. vykazují zápornou průměrnou roční teplotu.
Podle chodu teplot je nejteplejším měsícem červenec, v horách se maximum posouvá na srpen. Nejstudenějším měsícem je leden a v horách únor. Nejteplejší je červenec v Podunajské nížině (Štúrovo 20,9 °C, Bratislava 20,5 °C) a Jihoslovenské kotlině (Lučenec 20,5 °C). V horách má nejstudenější červenec Lomnický štít (3,8 °C).
Leden je nejchladnější v horách - Lomnický štít vykazuje – 11,2 °C. V Podunajské a Záhorské nížině je průměrně v lednu – 1 až – 2 °C (v Bratislavě jen – 1 °C), ve Východoslovenské nížině – 3 až – 4 °C.
Prudké stoupnutí jarních teplot nastává na Slovensku od března do dubna (v českých zemích mezi dubnem a květnem). Léto je teplotně nejstálejší. Letních dnů (tj. dnů s nejvyšší teplotou od 25 °C a výše) je ve slovenských nížinách cca 70 (Bratislava 68, Lučenec 75, Trebišov); části pohoří nad 1 500 m n. m. jsou vůbec bez letních dní. Tropických dní (s nejvyšší teplotou od 30 °C výše) je v Bratislavě 17, Lučenci 19 a Trebišově 16.
Velký podzimní pokles teplot nastává na Slovensku od září do října (v českých zemích mezi říjnem a listopadem). Mrazové dni (s nejnižší denní teplotou
od – 0,1 °C níže) začínají v nížinných oblastech v polovině až koncem října a končí v polovině až koncem dubna; na tatranských vrcholech mohou být v kterémkoli dni v roce. Mrazových dnů je v Bratislavě 87, Východoslovenské nížině 110 a na Lomnickém štíte 286. Počet ledových dnů (s celodenním mrazem) se pohybuje v nižších polohách kolem 30 (Podunajská nížina 30, Východoslovenská nížina 40); na Lomnickém štítu je jich 190 a jsou i v letních měsících. Arktických dnů (s teplotou nevystupující nad – 10 °C) je v Bratislavě 1,4 a na Lomnickém štítu více než 30.
Absolutní maximum teplot bylo naměřeno v Hurbanovu roku 2007, konkrétně 40,3 °C. Absolutní minimum teplot bylo naměřeno roku 1929 v lokalitě Víglaš - Pstruša, a to – 41 °C.

### Srážky
Vydatnost srážek závisí na nadmořské výšce a návětrné poloze míst vůči dešťonosným větrům. Průměrný roční úhrn srážek je
- ve srážkovém stínu v nížinách 500 až 600 mm (Podunajská nížina 530 až 600 mm, Východoslovenská nížina a Košická kotlina 600 až 650 mm),
- v kotlinách 600 až 800 mm (Oravská, Turčianska a Horehronská necelých 800 mm, Liptovská 700 mm, Popradská a Hornádska 600 až 700 mm),
- na vrcholech a horách 1 000 až 2 000 mm - Tatry, Nízké Tatry a Beskydy mají největší srážky v údolích, větrné vrcholy mají údaje nižší - např. Lomnický štít má 1 665 mm a Zbojnická chata pod ním 2 130 mm. Méně vlhké jsou Veľká a Malá Fatra (přes 1 200 mm), Vtáčnik a Slovenské rudohoří (přes 1 000 mm), Považský Inovec, Bílé a Malé Karpaty, Vihorlat a Bukovské vrchy (přes 900 mm), Štiavnické vrchy, Javorie, Tríbeč, Slanské a Levočské vrchy (přes 800 mm).

Roční chod srážek ukazuje, že největší množství srážek je v létě. Vliv nadmořské výšky, expozice, regionální evropské vlivy a jejich nepravidelnosti způsobují velkou rozkolísanost srážkových poměrů, ale neporušují základní kontinentálnost srážkového chodu. Nejvíce srážek má červenec z bouřkových lijáků a nejméně únor (na horách březen). Na jihu Slovenska se červencové maximum přesouvá na červen, někdy i květen vlivem z Balkánu a v karpatských pohořích i na srpen. Od října do listopadu se objevuje na jižním Slovensku podružné srážkové maximum, které je spojeno s putováním cyklón od jihu a jihozápadu ze Středomoří a jejich stagnací nad Panonskou pánví. V Nízkých Tatrách podzimní podružné srážkové maximum přináší sníh.
Množství sněhových srážek a trvání sněžení roste s nadmořskou výškou. V nížinách je jen 10 až 30 dní se sněhovými srážkami, v horách nad 1 200 m n. m. je přes polovinu srážkových dní v roce se sněhem. Nížiny mají nejvýše 20% sněhových srážek, Lomnický štít 70%. V horách může sněžit kterýkoli den v roce. Trvalá sněhová pokrývka začíná v nejvyšších horách Karpat koncem září nebo v první polovině října a končí začátkem června nebo v polovině května. V nížinách začíná začátkem prosince a končí koncem února nebo začátkem března. V horách trvá sněhová pokrývka v průměru 120 až 200 dní, v nížinách cca 40 až 50 dní.

### Sluneční svit
Nejkratší doba slunečního svitu je v horách, avšak v zimě a na podzim jsou hory až dvojnásobně slunnější než nížiny, a to díky inverzním situacím. Slovensko má asi 40 až 50% možného svitu (české země jen 40 %), přičemž nejvíce slunečního svitu vykazuje Podunajská nížina (cca 2 200 hodin) a nejméně Orava (1 500 hodin). Nejvyšší vrcholy Tater mají také cca 2 200 hodin slunečního svitu, neboť přečnívají patro největší oblačnosti.

## Chráněná území

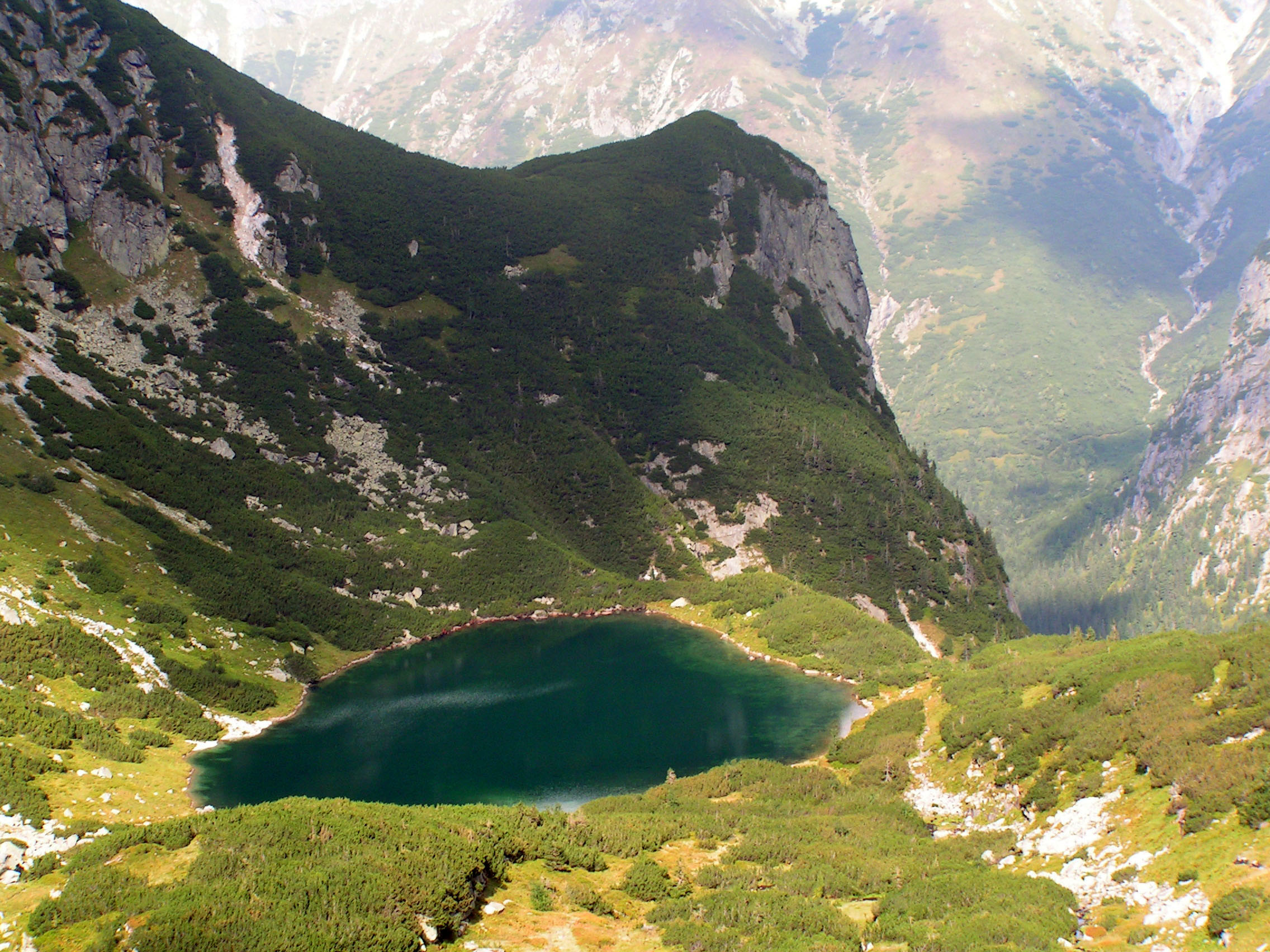
Tatranský národní park (TANAP)

Ochrana přírody se provádí hlavně v Karpatech, kde se nachází většina slovenských národních parků. Dále je na Slovensku několik chráněných parků a také tzv. chráněné areály. Chráněný areál je menší území, zpravidla o výměře do 1 000 ha, které představují biokoridory nebo biocentra místního nebo regionálního významu. Také menší přírodní rezervace a nebo kvalitně zmapované přírodní památky nejsou na Slovensku ničím výjimečným.
Jádrem slovenské ochrany přírody jsou hory západního a severního Slovenska, neboť tam národní parky a chráněné krajinné oblasti takřka souvisle na sebe navazují. Slovensko má jen tři nížinné chráněné krajinné oblasti, a to Záhorie, Dunajské luhy a Latorica.
Nejstaršími chráněnými územími na Slovensku jsou Šalková a Ponická dúbrava (zřízeno 1895) a Javorina (1909).
Z mezinárodních kategorií chráněných území se na Slovensku nachází biosférické rezervace - NP Slovenský kras, CHKO Poľana, Tatranský NP a CHKO Východné Karpaty - a ramsarská stanoviště (mokřady mezinárodního významu) - Šúr (u Jura pri Bratislave), Parížske močiare (Žitný ostrov) a Senné rybníky.
Přírodní lokalitou na seznamu světového kulturního a přírodního dědictví UNESCO jsou Jeskyně Aggteleckého a Slovenského krasu. Na Slovensku sem patří 13 jeskyní a propastí - Domica, Gombasecká, Jasovská, Dobšinská ledová, Stratenská, Ochtinská aragonitová, Kunia priepasť, Snežná diera. UNESCO takto nazývá jeskyně nejen v oblasti vlastního Slovenského krasu, ale i v okolních jednotkách (např. Slovenském ráji).

### Pralesy
Pralesy Havešová, Rožok, Stužica a Vihorlat jsou chráněny jako národní přírodní rezervace. Jsou zapsány jako na seznamu světového kulturního a přírodního dědictví UNESCO v rámci položky s názvem Původní bukové lesy Karpat a dalších oblastí Evropy.
Pralesy Balov grúň, Bartkovo, Beňatinské Brdo, Beňatinský les, Brdo, Brvenné, Bukovina, Busov, Bútľavka, Bystrá dolina, Bystrý potok, Čierna hora, Čierny kameň, Demian, Diel, Dolný chlm, Domková, Drastavica, Drobkov, Fedkov, Flos, Holičná, Horná skala, Hromisko, Chmelinec, Jánošíkova kolkáreň, Japeň, Jarabinská, Kľak, Klzký vrch, Kolesová, Koryto, Kozí chrbát, Kráľova hoľa, Krivec, Kujavy, Kútik, Maďarovo, Magura, Magurka, Malá Smrekovica, Marocká hoľa,  Martalúzka, Múr, Nemecká, Obrštín, Ostredok, Poľana, Príslop, Raková, Ráztocká hoľa, Rovne, Sitno, Sivá skala, Skalná Alpa, Skalnatá, Satiny, Snoža, Snožka,  Stebnícka Magura, Steny, Suť, Šimonka, Špíglová, Šturec, Šútovská dolina, Tanečnica, Veľká Vápenica, Veľký Grič, Veterlín, Vtáčnik, Vysoká, Zadná hoľa, Zámok a Zbojnícka dolina jsou chráněny jako přírodní rezervace.